# Dark Sky
Dark Sky es un grupo musical de heavy metal melódico procedente de Baden-Wurtemberg (Alemania) y surgido en 1982. A pesar de ello no sería hasta 1998 cuando por fin editan su disco debut "Believe It". Hasta la fecha han lanzado 5 álbumes de estudio y han compartido cartel con bandas de la talla de Magnum, Scorpions y Thunder entre otros.

## Miembros

### Actuales
- Frank Breuninger – Voz
- Steffen Doll – Guitarra
- Uwe Mayer – Batería
- Claudio Nobile – Teclados

### Pasados
- Winny Zurek – Bajo
- Ralf Asche Schlude – Guitarra
- Tobias Schuster – Batería
- Matt Whitton – Guitarra
- Bruno Rock Kraler – Voz, guitarra y teclados
- Lutz Aicher – Bajo y coros
- Michael Weiss – Guitarra
- Andy Honer – Batería y coros
- Sugus Mager – Voz
- Axel Deyda – Guitarra y coros
- Mac Graf – Guitarra y coros
- Richy Richard – Bajo
- Mike Stelzig – Guitarra
- Champs Niebling – Batería
- Mike Tomlinson – Voz

## Discografía

### Demo
- 1986: Living in Eternity

### Álbum
- 1998: Belive it (Asia: LIFE Records)
- 2000: Belive it (Europa y Japón: Goodlife Records)
- 2002: Edge of Time (Goodlife Records)
- 2005: Living & Dying (AORHeaven)
- 2008: Empty Faces (AORHeaven)
- 2012: Initium (Pure Steel Records)

### Sencillos
- 2002: In my Mind